# Paloma Mizuho Rugbystadion
Het Paloma Mizuho Rugbystadion (Japans: パロマ瑞穂ラグビー場) is een multifunctioneel stadion in Nagoya, een stad in Japan. De naam van het stadion was tot 2015 Nagoya Mizuho Rugbystadion, dit werd daarna echter veranderd in Paloma vanwege sponsorredenen.
In het stadion is plaats voor 15.000 toeschouwers. Het stadion werd geopend in 1941. In het stadion ligt een gras veld van 135 bij 80 meter. Er is nog een tweede (kunst)grasveld van 60 bij 40 meter waar op getraind kan worden.
Het stadion wordt vooral gebruikt voor rugbywedstrijden, de rugbyclub Toyota Verblitz maakt gebruik van dit stadion. Er worden ook voetbalwedstrijden gespeeld. In 1993 werden er wedstrijden op het wereldkampioenschap voetbal onder 17 gespeeld. Er werden vier groepswedstrijden gespeeld.